# Stainless Steel Studios

Stainless Steel Studios (SSSI) fue una compañía desarrolladora de videojuegos de PC, fundada en 1997 por Rick Goodman y Dara-Lynn Pelechatz. La compañía se estableció en Cambridge, Massachusetts (Estados Unidos), y se centraba en el desarrollo de videojuegos de estrategia en tiempo real.

## Historia
Comenzó sus funciones en octubre de 1997 por Rick Goodman y Dara-Lynn Pelechatz (Directora de Operaciones).
El nombre "Stainless Steel" fue ideado por Rick Goodman mientras regresaba de un vuelo desde California. Dara-Lynn Pelechatz, dijo en una entrevista con GameSpy:

«Mientras regresaba en un vuelo de California, Rick vio el catálogo de Sky Mall. Pues decidió abrir el texto y poner su dedo en el primer elemento que vio, por lo cual, sería el nombre de la nueva compañía. El elemento que Rick localizó era una ducha de acero inoxidable» (en inglés Stainless Steel).

El logotipo fue diseñado por Stainless Steel junto con Jam Design, siendo una esfera plateada con una salamandra encima de ésta.
El 25 de noviembre de 2005, Gamasutra informó que Stainless Steel Studios cesaron sus operaciones de manera calmada y despidieron a sus empleados. El contenido del sitio web oficial fue retirado en noviembre. Los exempleados, Bob Scott y Daniel Higgins confirmaron los rumores apareciendo en el fansite HeavenGames Rise & Fall.
Higgins escribió en respuesta a preguntas sobre la credibilidad de los rumores:

«Es verdad, SSSI dejó de existir. No puedo dar detalles de como y el por qué, pero les puedo decir que el producto es en forma excelente, el equipo estaba con la moral alta y trabajando adelante a todo vapor, y estabamos a solo semanas del disco dorado».

El juego fue más tarde completado por Midway Games y lanzado el 12 de junio de 2006.Poco después, se supo que la razón por la cual la compañía cerró, fue debido a los recortes de financiamiento por parte de uno de sus clientes más importantes: editor Midway Games. Desde que Stainless Steel cerró, Sierra cerró el servidor de Empire Earth, así que es imposible jugar en línea o actualizar el juego.

## Carpeta
| Año de lanzamiento | Título de juego                     | Editor               |
| ------------------ | ----------------------------------- | -------------------- |
| 2001               | Empire Earth                        | Sierra Entertainment |
| 2003               | Empires: Dawn of the Modern World   | Activision           |
| 2006               | Rise and Fall: Civilizations at War | Midway Games         |